# René Urbany
René Urbany (* 7. Februar 1927 in Oberbesslingen; † 10. Oktober 1990 in Luxemburg) war ein luxemburgischer Politiker (KPL) und Journalist. Er war der Sohn von Dominique Urbany. 

## Leben
Urbany wurde 1948 Mitglied des Zentralkomitees und 1952 Mitglied des Politbüros bzw. Exekutivkomitees der Kommunistischen Partei Luxemburgs. Seit 1946 arbeitete er als Redakteur beim KP-Zentralorgan Zeitung vum Lëtzebuerger Vollek und war seit 1969 Direktor des parteieigenen Druckereibetriebs COPE (Coopérative Ouvrière de Presse et d’Editions). Von 1966 bis 1979 und wieder 1988/89 war er Mitglied des Gemeinderates der Stadt Luxemburg. Von 1975 bis 1990 war er zudem Abgeordneter des luxemburgischen Parlaments und Fraktionssprecher der KPL. 1976 trat er die Nachfolge seines Vaters an und wurde Vorsitzender der Partei. Dieses Amt hatte er bis zu seinem Tode inne.

## Werke
- Eine wahrhaft revolutionäre Klasse. In: Probleme des Friedens und des Sozialismus. 1976, H. 11, S. 1451–1467.
- Dem Här an de Frack gegraff. Mit spitzer Feder gegen Obskurantismus, Heuchelei und Unverstand. COPE, Luxemburg 1987.[1]